# Matt Busby
Sir Alexander Matthew „Matt“ Busby, CBE (* 26. Mai 1909 in Orbiston, Lanarkshire; † 20. Januar 1994 in Manchester) war ein schottischer Fußballspieler und -trainer.
Bekannt wurde Busby als Trainer von Manchester United, für die er 24 Jahre (1945 bis 1969) tätig war; er wird heute als einer der bedeutendsten Trainer der englischen Fußballgeschichte bezeichnet. Durch seine Erfolge (fünf Meisterschaften, zwei FA-Cup-Siege, Europapokal der Landesmeister 1968) begründete er den Aufstieg des Vereins zu einem der größten weltweit. Tragische Berühmtheit erlangten die „Busby Babes“, die 1958 bei einem Flugzeugabsturz in München ums Leben kamen.
Mit 1120 Pflichtspielen war er bis zum Dezember 2010 Manchesters Rekordtrainer, ehe er von Alex Ferguson übertroffen wurde.
Bis zu seinem Tod 1994 war er Vereinspräsident.

## Jugend
Busby kam 1909 in der Bergarbeitersiedlung Orbiston, einer Vorstadt von Bellshill, als Sohn eines Minenarbeiters und dessen Ehefrau zur Welt. Der junge „Matt“ wuchs in einem klassischen Arbeitermilieu auf, wo neben seiner streng katholischen Erziehung der Fußball seine große Leidenschaft war. Ein Schicksalsschlag für die Familie war der Tod des Vaters, der auf den Schlachtfeldern des Ersten Weltkriegs fiel, weshalb Busby schon sehr früh in den örtlichen Bergwerken Arbeit finden musste. Dennoch fand er Zeit für den Fußball und spielte für die Denny Hibs. Als seine Mutter sich mit dem Gedanken trug, in die Vereinigten Staaten auszuwandern, erhielt Busby ein Vertragsangebot von Manchester City.

## Karriere als Spieler
Im Februar 1928 unterzeichnete der 17-jährige Busby einen Einjahresvertrag bei Manchester City (Wochenlohn: fünf Pfund), um so die Möglichkeit zu haben, nach Vertragsablauf mit seiner Mutter in die USA zu emigrieren. Er entschied sich für den Fußball und debütierte am 2. November 1929 in der First Division beim 3:1-Sieg über den FC Middlesbrough. Trainer Peter Hodge hatte den Halbstürmer zum Verteidiger umgeschult, was sich als die ideale Position erweisen sollte. Busby überzeugte durch intelligentes Stellungsspiel und Passgenauigkeit. City war eine Pokalmannschaft, die 1933 im Finale des FA Cups stand und den Pokal im Jahr darauf gewann. Im Frühjahr 1936 verlor Busby seinen Stammplatz und wechselte für 8000 Pfund zum FC Liverpool.
Dort fand er zu alter Stärke zurück, legte große Konstanz an den Tag und wurde Mannschaftskapitän. Er nahm einen jungen Nachwuchsspieler namens Bob Paisley (später Trainer des FC Liverpool) unter seine Fittiche, was der Beginn einer lebenslangen Freundschaft werden sollte. Mit Ausbruch des Zweiten Weltkriegs 1939 wurde der Ligabetrieb eingestellt und Busby meldete sich freiwillig zum Kriegsdienst.
Während des Krieges bestritt er inoffizielle „Kriegsspiele“ für verschiedene Vereine (u. a. FC Chelsea, FC Middlesbrough, FC Reading) und beendete 1945 seine aktive Karriere.
Busby bestritt lediglich ein Länderspiel für Schottland. Am 4. Oktober 1933 besiegten die Schotten Wales bei einer Partie der British Home Championships mit 3:2. Während des Krieges kamen noch sieben inoffizielle Länderspiele gegen England hinzu.

## Trainer
Während des Krieges diente Busby für das King’s Liverpool Regiment an der Heimatfront, wo er als Sporttrainer für die Soldaten tätig war. Ein Angebot des FC Liverpool, nach Kriegsende Assistenztrainer von George Kay zu werden, lehnte er mit der Begründung ab, Kays Vorstellung von Fußball entspreche nicht der seinigen.

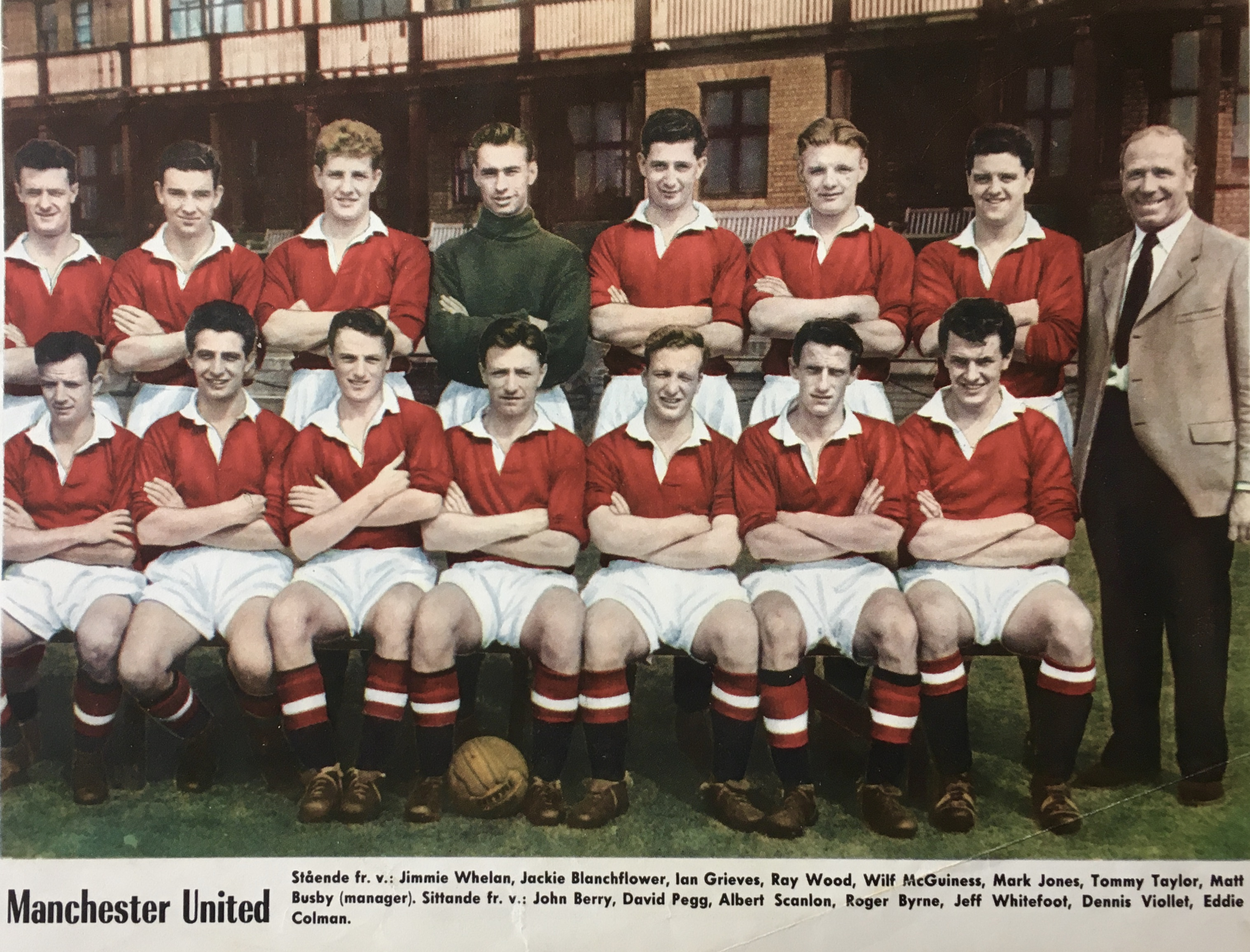
Manchester United F.C. aus dem Jahre 1957 – Bild zeigt 2. Reihe stehend v. l.: Jimmie Whelan, Jackie Blanchflower, Ian Greaves, Ray Wood, Wilf McGuinness, Mark Jones, Tommy Taylor, Matt Busby (Manager);1. Reihe hockend v. l.: Johnny Berry, David Pegg, Albert Scanlon, Roger Byrne (Kapitän), Jeff Whitefoot, Dennis Viollet und Eddie Colman.

Stattdessen unterzeichnete er im Februar 1945 bei Manchester United einen Vertrag. Busby wurden weitreichende und wichtige Kompetenzen zugesprochen: Er leitete das Training selbst, bestimmt die Mannschaftsaufstellung und tätigte Spielertransfers. Eine damals einzigartige Machtfülle im englischen Fußball und der Beginn des Teammanager-Modells. Im Oktober trat er sein Amt offiziell an. Busby strukturierte die Mannschaft um und hatte damit Erfolg. Nach vier gescheiterten Versuchen (1947, 1948, 1949 und 1951 jeweils Zweiter) wurden die „Red Devils“ 1952 endlich Meister. Trotz fehlender Erfahrung entwickelte er sein eigenes Verständnis davon, wie eine Mannschaft aufzubauen ist. Als seine Meisterelf in die Jahre gekommen war, setzte er konsequent auf junge Spieler aus der eigenen Jugend, statt viel Geld für Transfers auszugeben (innerhalb von vier Jahren verpflichtete er nur zwei Spieler). Busby wollte nicht nur erfolgreichen, sondern vor allem attraktiven Fußball spielen lassen und prägte damit das Spiel des Vereins bis in die heutige Zeit. Die mit Talenten wie Bill Foulkes, Albert Scanlon, Duncan Edwards und David Pegg besetzte Mannschaft nannte man bald die „Busby Babes“. Nach zwei Meisterschaften 1956 und 1957 schwärmte ganz England von der Mannschaft.
Der tragischste Moment in Busbys Trainerlaufbahn ereignete sich am 6. Februar 1958, als auf dem Rückflug von der Europapokal-Partie bei Roter Stern Belgrad die Maschine auf dem Flughafen München-Riem verunglückte, wobei 23 Menschen ums Leben kamen. Unter den Todesopfern befanden sich sieben Spieler und drei Klub-Offizielle. Jahrhunderttalent Duncan Edwards starb 15 Tage später im Krankenhaus, und zwei weitere Akteure mussten ihre Karriere beenden. Busby selbst überlebte den Absturz schwer verletzt (er erhielt zweimal die Krankensalbung) und konnte das Krankenhaus erst nach neun Wochen wieder verlassen. Als ihm das Ausmaß der Tragödie bewusst wurde, sah er sich um sein Lebenswerk gebracht. Er wollte den Trainerjob aufgeben, doch seine Ehefrau überredete ihn, weiterzumachen, da er dies den Verunglückten schuldig sei. Assistenztrainer Jimmy Murphy brachte die Saison mit Nachwuchsspielern zu Ende, konnte aber verständlicherweise keinen Titel gewinnen. Zu Saisonbeginn 1958/59 nahm Busby seine Aufgaben wieder wahr.
Der Teammanager musste wieder von ganz vorne beginnen und baute um die Überlebenden Bobby Charlton, Bill Foulkes und Harry Gregg eine neue Mannschaft auf. Herausragende Talente wie Denis Law, George Best, Nobby Stiles und David Herd beförderte er in den Profikader. Nach Jahren der Aufbauarbeit stellten sich die Erfolge wieder ein: FA Cup 1963, 1965 und 1967 zwei weitere Meistertitel. Busby und der Verein waren wieder auf der Erfolgsspur. Ein besonderer Erfolg war der Gewinn des Europapokals der Landesmeister am 23. Mai 1968 (4:1 gegen Benfica Lissabon). Zehn Jahre nach der Tragödie von München hatte Busby seine Mannschaft zum ersten internationalen Titel geführt.
Im Folgejahr trat Busby nach 24 Jahren (1.120 Pflichtspiele) als Teamchef zurück. Doch die Nachfolger taten sich schwer, in seine Fußstapfen zu treten. Der Erste, Wilf McGuinness, scheiterte früh, so dass Busby im Januar 1970 noch einmal übergangsweise die Geschicke der Mannschaft in die eigenen Hände nahm. Auch Frank O’Farrell, sein zweiter Nachfolger, schafft es nicht, aus dem Schatten der Trainerlegende zu treten und den von Busby gesetzten Standard zu halten. Nur sechs Jahre nach seinem Rücktritt spielte Man United gegen den Abstieg und erreichte den absoluten Tiefpunkt.
Busby blieb dem Klub als Funktionär erhalten und wurde 1982 Präsident. Erst 1986 unter Trainer Alex Ferguson begann die Mannschaft wieder, erfolgreichen und attraktiven Fußball nach den Vorstellungen des „Übertrainers“ zu spielen.
Neben seiner Tätigkeit bei Manchester United übernahm er noch zwei weitere Engagements. 1948 trainierte er das gemeinsame Team Großbritannien bei den Olympischen Sommerspielen in London. Die Mannschaft erreichte das Halbfinale, wo man dem späteren Sieger Jugoslawien mit 1:3 unterlag.
Seinen zweiten „Abstecher“ unternahm er im Herbst 1958, als er für zwei Spiele Interimstrainer der schottischen Nationalmannschaft war.

## Lebensende

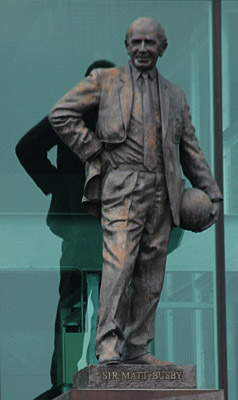
Statue von Sir Matt Busby

Am 20. Januar 1994 erlag der 84-jährige Matt Busby einem Krebsleiden in Manchester/Cheadle. Er wurde neben seiner Ehefrau Jean auf dem katholischen Friedhof der Stadt beerdigt.
Matt Busby ist in Großbritannien immer noch äußerst präsent: am Old Trafford wurde ihm ein Denkmal errichtet, eine Straße wurde nach ihm benannt und jedes Jahr erhält der von Trainern und Kapitänen gewählte beste Liga-Spieler den Matt-Busby-Pokal.

## Auszeichnungen und Erfolge

### Als Spieler
- FA-Cup: 1934

### Als Trainer
- Englischer Meister (5): 1952, 1956, 1957, 1965, 1967
- FA-Cup (2): 1948, 1963
- Charity Shield (5): 1952, 1956, 1957, 1965, 1967
- Europapokal der Landesmeister: 1968

### Persönliche Auszeichnungen
- Ernennung zum Commander of the British Empire (CBE) 1958
- Ritterschlag zum Knight Bachelor (Sir) nach dem Sieg im Europapokal der Landesmeister (1968)
- Aufnahme in die English Football Hall of Fame (2002)
- Aufnahme in die Scottish Sports Hall of Fame[1]

## Trivia
Im Beatles-Song Dig It von ihrer LP Let It Be wird Matt Busby namentlich erwähnt.